# Сон-Тінь (тропічний шторм, 2018)
Тропічний шторм Сон-Тінь — слабкий тропічний циклон, що вирував над Філіппінами, В'єтнамом, Лаосом та Китаєм. Сформувався як тропічна депресія 15 липня 2018 року. Рухався спочатку в західному напрямку. Посилився в Південнокитайському морі та вийшов на узбережжя В'єтнаму 18 липня 2018 року. Дев'ятий названий тропічний циклон у сезоні тихоокеанічних тайфунів 2018 року. Мав найнижчий атмосферний тиск у 994 мбар та максимальну швидкість постійного вітру (за 10 хвилин) у 75 км/год. Повністю розсіявся 24 липня над південно-західним Китаєм.
Шторм призвів до сильних паводків та зсувів у В'єтнамі, спричинивши щонайменше 32 смерті; обвалення лаоської греблі, де загинуло 40 осіб та зникло безвісти ще 98.
Міжнародний ідентифікатор: 1809; JTWC: WP112018; локальне філіппінське ім'я (PAGASA): Генрі.

## Метеорологічна історія
15 липня була зафіксована зона низького тиску на північному заході від Маніли, Філіппіни. Об'єднаний центр попередження про тайфуни (JTWC) класифікували систему як тропічна депресія 11W, а Філіппінське управління атмосферних, геофізичних та астрономічних послуг адміністрації (PAGASA) дали йому локальне ім'я Генрі. Коли система швидко рухалась на захід, то вона поступово зміцнювалась та перетворилась 17 липня на тропічний шторм, JMA дали йому назву Сон-Тінь. Потім циклон почав трохи слабшати, наближаючись до острова Хайнань за допомогою вертикального градієнта вітру, а вже 18 липня о 3:00 UTC циклон перетнув острів. Того ж дня система вирувала над Тонкінською затокою, де температура поверхні моря понад 28 °C (82 °F). Це сприяло компенсувати несприятливі атмосферні умови. Перед виходом на сушу північного В'єтнаму, шторм досяг своєї пікової інтенсивності з 10-хвилинними тривалими вітрами в 75 км/год і центральним тиском у 994 мбар (746 мм рт. ст.). Вируючи над північним В'єтнамом, система почала швидко слабшати, а вже 19 липня JMA і JTWC видали останні попередження щодо шторму. Потім система перетворилась на зону низького тиску, вбудовану в мусон. Тим не менше, JTWC продовжував відстежувати залишки системи ще два дні, перш ніж вона повністю розсіялась.
У ніч 20 липня залишки Сон-Тінь викривились на північ, потім на північний схід над північним В'єтнамом, а вже 21 липня рухалась на південний схід назад до Тонкінської затоки. Постійна конвекція розвивала систему за допомогою серединно-океанічного жолоба на північному сході. JMA оповістили, що Сон-Тінь зміцнів до тропічної депресії. За повідомленням JTWC, вертикальний градієнт вітру та висока температура поверхні моря, понад 29 °C (84 °F), посприяли для повторного формування тропічного шторму 22 липня, хоча JMA все ще ідентифікував систему як тропічна депресія.

## Підготовка та наслідки

### В'єтнам
18 липня в'єтнамський уряд приказав усім судам повернутися в порт.
Постраждали від значної кількості опадів провінції Тханьхоа і Нгеан. Це також викликало серйозні паводки в Північному В'єтнамі й столиці Ханой. Усього від Сон-Тінь померли 32 особи, пошкоджено понад 5000 будинків, затоплено 82 000 гектарів зернових культур, і 17 000 тварини загинуло. Шторм відрізав доступ до деяких районів у країні, а паводки затопили декілька вулиць столиці.

### Таїланд
Найбільше постраждали північні провінції Таїланду: Чіангмай, Чіанграй, Лампхун, Лампанг, Мехонгсон, Кампхенгпхет, Пхаяу, Пхре, Нан, і Так.

### Лаос
23 липня сталося обвалення на будівництві греблі ГЕС у провінції Аттапи, південний-схід Лаосу. Станом на 23 вересня, 40 осіб загинуло, а ще 98 зникли безвісти.